# Джексон, Грант
Грант Дуайт Джексон (англ. Grant Dwight Jackson; 28 сентября 1942, Фостория, Огайо — 2 февраля 2021, Канонсберг, Пенсильвания) — американский бейсболист и тренер. Играл на позиции питчера. В Главной лиге бейсбола выступал с 1965 по 1982 год. Участник Матча всех звёзд лиги 1969 года. Победитель Мировой серии 1979 года в составе «Питтсбург Пайрэтс».

## Биография

### Ранние годы
Грант Джексон родился 28 сентября 1942 года в Фостории в штате Огайо. Четвёртый из девяти детей в семье Джозефа и Луэллы Джексонов. Во время учёбы в городской старшей школе он играл в бейсбол и американский футбол, занимался лёгкой атлетикой. Школу Джексон окончил в 1961 году. Его успеваемость оказалось недостаточной для получения спортивной стипендии в университете Боулинг-Грина. Вместо поступления в колледж он, по рекомендации скаута Тони Лукаделло, подписал контракт с «Филадельфией», получив бонус в размере 1500 долларов.

### Филадельфия Филлис
Профессиональную карьеру Джексон начал в 1962 году в составе команды Калифорнийской лиги «Бейкерсфилд Беарс», где провёл два сезона. Затем быстро продвинулся в фарм-системе «Филадельфии», к 1965 году попав в AAA-лигу, где играл за «Арканзас Трэвелерс». В матчах за клуб он одержал девять побед при одиннадцати поражениях с пропускаемостью 3,95. В сентябре Джексон был переведён в основной состав «Филлис» и дебютировал в Главной лиге бейсбола. В 1966 году он сыграл за команду всего несколько игр, большую часть сезона проведя в «Сан-Диего Падрес» из Лиги Тихоокеанского побережья. На третий сезон ему удалось закрепиться в составе в качестве одного из реливеров. Сам Джексон хотел играть стартовым питчером и в конце 1968 года был очень разочарован тем, что на драфте расширения его не выбрали вступившие в лигу «Сан-Диего Падрес» и «Монреаль Экспос».
Место в стартовой ротации Джексон получил в 1969 году, когда на посту главного тренера Джина Мока сменил Боб Скиннер. Он прогрессировал, начал подавать быстрее, арсенал его подач составили синкер, слайдер, кервбол и чейндж-ап. В регулярном чемпионате он выиграл четырнадцать матчей, проиграв восемнадцать. Летом Джексон был включён в число участников Матча всех звёзд лиги.
В 1970 году «Филадельфия» начала обновление состава, новым тренером стал Фрэнк Луккези. При нём эффективность Джексона снизилась. Он одержал только пять побед при пятнадцати поражениях, пропускаемость выросла до 5,29. Игрок был недоволен отсутствием прогресса команды и в декабре его обменяли в «Балтимор Ориолс».

### Балтимор Ориолс
Он рассчитывал занять место пятого питчера в ротации действующего победителя Мировой серии, но в стартовом составе «Ориолс» в 1971 году вышел всего девять раз. Главный тренер Эрл Уивер и тренер питчеров Джордж Бамбергер смогли изменить отношение Джексона к игре реливером, сделав его одним из основных специалистов-левшей команды. Его пропускаемость по итогам чемпионата составила 3,13, он впервые в карьере сыграл в Мировой серии, где «Балтимор» проиграл «Питтсбургу» 3:4.
В 1972 году Джексон стал одной из звёзд лиги. Во второй половине сезона в семнадцати сыгранных матчах он пропустил всего четыре очка, сделав четыре сейва. В 1973 году в его активе было восемь побед при показателе ERA 1,90 и девять сейвов. В сезоне 1974 года он сделал двенадцать сейвов. Всё это время «Ориолс» регулярно играли в плей-офф.
«Балтимор» он покинул летом 1976 года. Его контракт истекал, а в прессе ходили слухи о возможной продаже клуба. Стремясь снизить размер фонда заработной платы, в июне «Ориолс» обменяли четырёх игроков, в том числе и Джексона, в «Нью-Йорк Янкис». Значительное усиление помогло «Янкис» выиграть Американскую лигу впервые с 1964 года. В регулярном чемпионате в составе команды Джексон одержал шесть побед при пропускаемости 1,69, но в плей-офф он сыграл плохо, в двух сериях пропустив пять ранов. В ноябре на драфте расширения лиги его выбрал клуб «Сиэтл Маринерс», а в декабре Джексона обменяли в «Питтсбург».

### Чемпионский титул и завершение выступлений
«Пайрэтс» в те годы были одной из сильнейших команд лиги и регулярно боролись за чемпионство. В сезоне 1977 года у них был очень сильный буллпен, питчеры которого суммарно одержали 34 победы и сделали 39 сейвов. После его завершения команду покинул Терри Форстер и Джексон стал основным реливером-левшой «Питтсбурга».
В чемпионате 1979 года он сыграл в 72 матчах, одержав восемь побед при пяти поражениях с пропускаемостью 2,96, и сделал четырнадцать сейвов. Джексон внёс большой вклад в первое место «Пайрэтс» в дивизионе, он одержал победу в десятом иннинге первой игры Чемпионской серии Национальной лиги. Мировая серия стала для него третьей за десять лет. В финале Джексон сыграл в четырёх из семи матчей, записав на свой счёт победу в последней игре серии.
В «Питтсбурге» он провёл ещё два сезона, по ходу которых результаты команды постепенно ухудшались. В 1981 году, когда сезон был сокращён из-за забастовки игроков, «Пайрэтс» стали последними. В сентябре Джексона продали в «Монреаль Экспос». В концовке чемпионата он играл неудачно и весной следующего года вновь был обменян.
В 1982 год перерыва на Матч всех звёзд он сыграл за «Канзас-Сити Роялс» двадцать матчей с пропускаемостью 5,17, после чего был отчислен. После этого Джексон вернулся в «Пайрэтс», за которых провёл один матч, ставший последним в его игровой карьере. За время выступлений в лиге он выиграл 86 матчей, проиграв 75, и сделал 79 сейвов.

### Тренерская карьера
Завершив выступления, Джексон начал работать тренером. В 1983 году он стал тренером буллпена в «Пайрэтс» и занимал эту должность в течение трёх сезонов. В последующие несколько лет он работал в командах младших лиг, входивших в системы «Балтимора», «Чикаго Кабс» и «Цинциннати Редс». В 1994 году Джексон занял должность тренера буллпена в «Редс».
Карьеру тренера он закончил в 2002 году. Последним местом его работы был клуб «Рочестер Ред Уингз», в котором он тренировал питчеров. Через два года после этого он был избран в Зал славы школы Фостории, где когда-то учился. Городское бейсбольное поле было переименовано в его честь.
Грант Джексон скончался 2 февраля 2021 года в возрасте 78 лет от осложнений перенесённого COVID-19.